# Mirko Pak
Mirko Pak, slovenski geograf in pedagog, * 1936.

## Življenje
Pak je diplomiral leta 1961 in doktoriral leta 1965 na Filozofski fakulteti Univerze v Ljubljani. Od leta 1962 je tam tudi zaposlen, od leta 1988 kot redni profesor za regionalno geografijo Evrope ter urbano geografijo. V letih 1989−90 je bil dekan FF in trikrat predstojnik Oddelka za geografijo. Strokovno se je izpopolnjeval v Amsterdamu (1970−71), Munchnu, Frankfurtu ob Majni, Varšavi in na Dunaju. Bil je gostujoči profesor v Heidelbergu v Nemčiji. Proučuje preobrazbo podeželja, oskrbo, prebivalstvo, regionalno-geografska in urbana vprašanja (socioekonomska sestava, preobrazba, zgradba mest). Objavil je več kot 100 znanstvenih razprav (v tujini več kot 25) in več kot 50 člankov. Je pisec srednješolskih učbenikov. Urejal je strokovne zbornike Geographica Slovenica (1973−82), Geographica Iugoslavica (1984, 1987), od leta 1985 ureja Dela Oddelka za geografijo FF. V letih 1989−91 je bil predsednik Zveze geografskih društev Jugoslavije. Dobil je red dela z zlatim vencem (1987).
Univerza v Ljubljani mu je leta 1999 podelila zlato plaketo in leta 2005 še naslov zaslužni profesor, postal pa je tudi častni doktor Univerze v Pécsu na Madžarskem.

## Izbrana dela
- Trendi novejše urbanizacije na Dravskem polju. Znanstvena revija 21, št.2, Maribor 1990, s. 187-195.
- Socialnogeografska problematika »delavskih predelov« v zgradbi industrijskih središč na primeru Maribora. Časopis za zgodovino in narodopisje 1991/1, Maribor 1990, s. 15-24.
- Elementi demografskega razvoja v zgradbi Maribora. Dela 8, Ljubljana 1991, s. 32-532.
- Nekateri elementi razvoja prebivalstva Maribora. Geografski vestnik 63/91, Ljubljana 63/ 1991, Ljubljana 1991, s.81-96.
- Neue Prozesse in der Regionalentwicklung in Dravsko polje in der naehe von Maribor. Arbeitsmateriallien zum Raumordnung und Raumplanung. Heft 108, Bayreuth 1992, s. 88-97.
- Elementi socialnogeografskega razvoja na Dravskem polju. Geographica Slovenica, 23, Ljubljana 1992, s. 139-148.
- Geografska problematika narodnostne sestave Ljubljane. Geographica Slovenica 24, Ljubljana, 1993, s. 51-63.
- Nekateri elementi povezovanja Slovenije s sosednjimi državami. Dela 10, Ljubljana 1993, s. 21-31.
- The impact of the recent socio-political and sconomic changes on the development of Slowenian towns. Berlin 1994, Gerliner Geographische Abhandlungen 52, s. 79-88.
- Lanwirtschaft und Laendlicher Raum in Slowenien unter der neuen bedingungen. Suedosteuropa Aktuel 10, Leipzig 1995, s. 114-121.
- Maribor/Marburg. Prispevki h geografiji prijateljskih mest. Maribor 1994. (Urednik - Mirko Pak, Juergen Leib). Marburg/Maribor. Geographische Beitraege ueber die Partnestaedte in Deutschland und Slowenien. Marburger geographische Schriften 126, Marburg 1994. (Urednik- Juergen Leib, Mirko Pak)
- Socialnogeografska zgradba slovenskih mest na kvalitetnem prehodu. Dela 11, Ljubljana 1995, s. 121-129.
- Nekateri geografski elementi zgradbe Kranja. Kranjski zbornik 1995, Kranj 1995, s. 149-159.
- Umwandlung in der slwenischen Staedten. Towns, Districts attractions, Border Regions. Pécs 1995, s. 87-99.
- Elementi funkcijske zgradbe Ptuja, Ljutomera in Ormoža. Spodnje Podravje s Prlekijo. Ljubljana, 1996, s. 239-247.
- Spodnje Podravje s Prlekijo. Ljubljana 1996 (Urednik Mirko Pak).
- Nekatere prvky regionalnihu razvoju Slovinska. Geographie, Geologia / 157. Ostrava 1996, s. 175-187.
- Geografski elementi Spodnjega Podravja s Prlekijo. Geografski vestnik 67, Ljubljana 1996, s. 161-174.
- Vpliv Univerze na razvoj Ljubljane. Dela 12, Ljubljana 1997, s. 215-225.
- Problematika oskrbnih središč v Ljubljani. Zbornik Pedagoške fakultete Maribor, Maribor 1997, s. 249-255.
- Globalizacija in razvoj slovenskih mest. Dela 13. Ljubljana, 1999, s. 131-135.
- Marketing Geography and transformstion of slovene cities - a case study of Ljubljana. Problems of megacities. Mexico 1999, s.111-116.
- Zgradba mesta. Ljubljana-geografija mesta. Ljubljana 2000, s.53-58.
- Problematika razvoja oskrbnega središča Kranja. Kranjski zbornik 2000, s. 97-106 (skupaj z A. Slavec).
- Regionalno razvojna problematika ob slovensko hrvaški meji. Dela 16, Ljubljana 2001, s. 29-38.
- Raumordnungspolitische und planungspolitische Behandlung des Einzelhandels in Slowenien. Arbeitsmaterial ARL 282, Hannover 2001, s. 183-185.
- Regionalni razvoj Slovenije in sosednjih držav. Geografija v šoli,XI 2001/1, Ljubljana 2002, s. 24-32.
- Funkcijska zgradba Ljubljane. Geografija Ljubljane. Ljubljana 2002, s. 133-149.
- Geografija Ljubljane. Ljubljana 2002 (urednik Mirko Pak).
- Mesto na prehodu. Dela 18, Ljubljana 2002, s. 235-247.